# Hallébourg
Hallébourg est une communauté canadienne située dans le territoire non organisé de Cochrane, Unorganized, North Part dans le district de Cochrane dans la province de l'Ontario. Elle fait partie du canton non constitué de Kendall. Elle est située sur l'autoroute 11 entre Mattice-Val Côté et Hearst.

## Annexe